# ドニー坂本
ドニー坂本（ドニーさかもと、1964年8月18日 - ）本名　坂本弘文は日本のラテンダンサー、振り付け師。

## 人物
1988年に東京都八王子市の不動産会社に入社。不動産の営業マンとして4年が過ぎた頃から頭角を現して、30才の時に独立する。

1997年7月に地元、福島県いわき市にてプリンセスアイを開業する。地元では、大きな店舗で100名規模の宴会やダンスパーティーも開かれた。この間にFMいわきにて"サルサでアミーゴ"の番組。地元テレビの夕方の番組のコーナー"ドニーDE GO GO GO"で、体操の先生として福島県の保育園、幼稚園を訪問する。

2008年に競技ダンスのシニアに参戦が始まる。

2011年3月11日の東日本大震災の時は栃木県の県立大平少年自然の家に家族で避難。4月にはいわき市に帰り、プリンセスアイにて、被災者の支援物資活動を始める。

2016年から、ボランティアで小学校にてダンスを指導する。

2019年10月のいわき市を襲った水害では、プリンセスアイにて支援物資活動をする。

2019年11月いわき市のふるさと納税の商品にドニー坂本の体験型ふるさと納税が認定される。

2019年12月いわき市教育先進都市づくり基金の寄付にていわき市教育委員会より感謝状贈呈される。

2020年10月には福島県のコロナ禍のイベント(場所　Jヴィレッジ)にて、オープンのソーシャルディスタンス体操を披露する。

## 主な経歴
- 2008年10月　The London Open Championships Senior Latin（イギリス） 優勝[1]
- 2012年10月9日	international campionships Sinor Latin部門(イギリス) 優勝[2]
- 2012年12月7日	WDC DisneyResort 2012 World Over 35Latin部門(フランス) 優勝[3]
- 2015年10月4日	European Master Games　Sinor2Latin部門(フランス) 3位[4]